# Plectropsyche pitella
Plectropsyche pitella är en nattsländeart som först beskrevs av Donald G. Denning 1968.  Plectropsyche pitella ingår i släktet Plectropsyche och familjen ryssjenattsländor. Inga underarter finns listade i Catalogue of Life.